# Villanueva de Duero
Villanueva de Duero est une commune de la province de Valladolid dans la communauté autonome de Castille-et-León en Espagne.

## Sites et patrimoine
Les édifices et sites notables de la commune sont :
- Palais des marquis et seigneurs de Villanueva de Duero
- Église Notre-Dame de la Visitation (es) (iglesia de Nuestra Señora de la Visitación)
- Chapelle del Santo Cristo del Humilladero
- Maison de Juan Santos
- Maison de Tomás Andrés Guerra
- Maison et écu de la famille González Cacho de Villegas
- Maison de l'horloge
- Pont sur le río Adaja

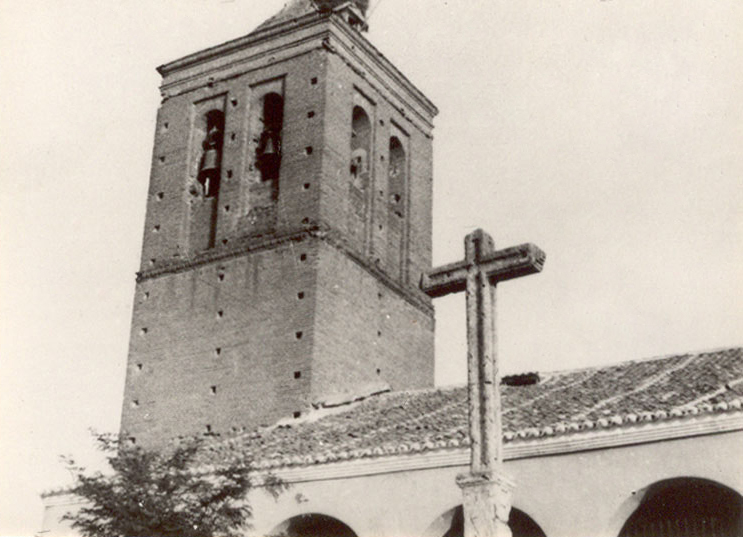
Église Notre-Dame de la Visitation. Fondation Joaquín Díaz.

Et dans le village dépeuplé d'Aniago (es) :
- Chartreuse Notre-Dame d'Aniago (Cartuja de Nuestra Señora de Aniago)
- Maison de Aniago

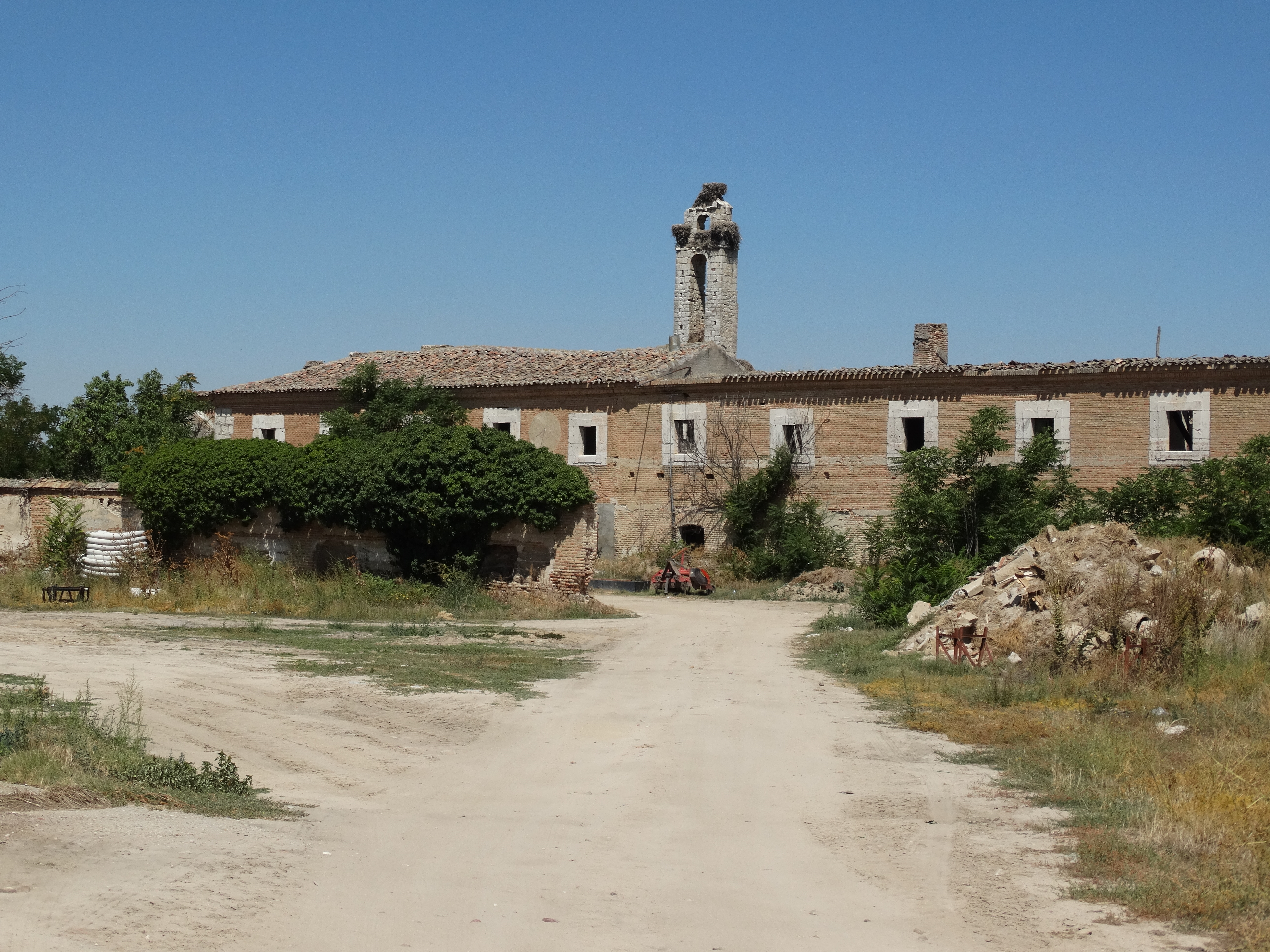
Le cloître.
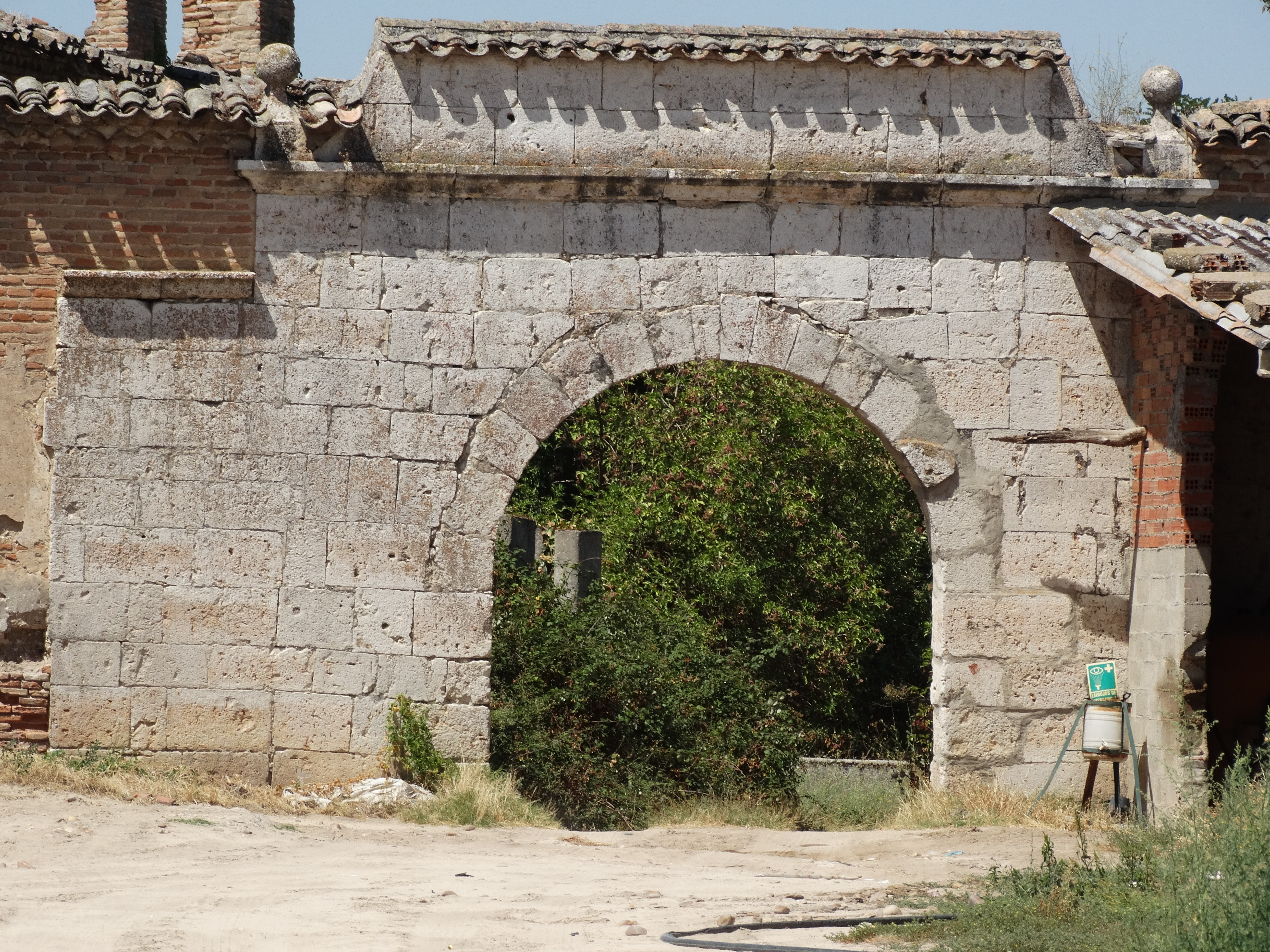
Cartuja Notre-Dame de Aniago.
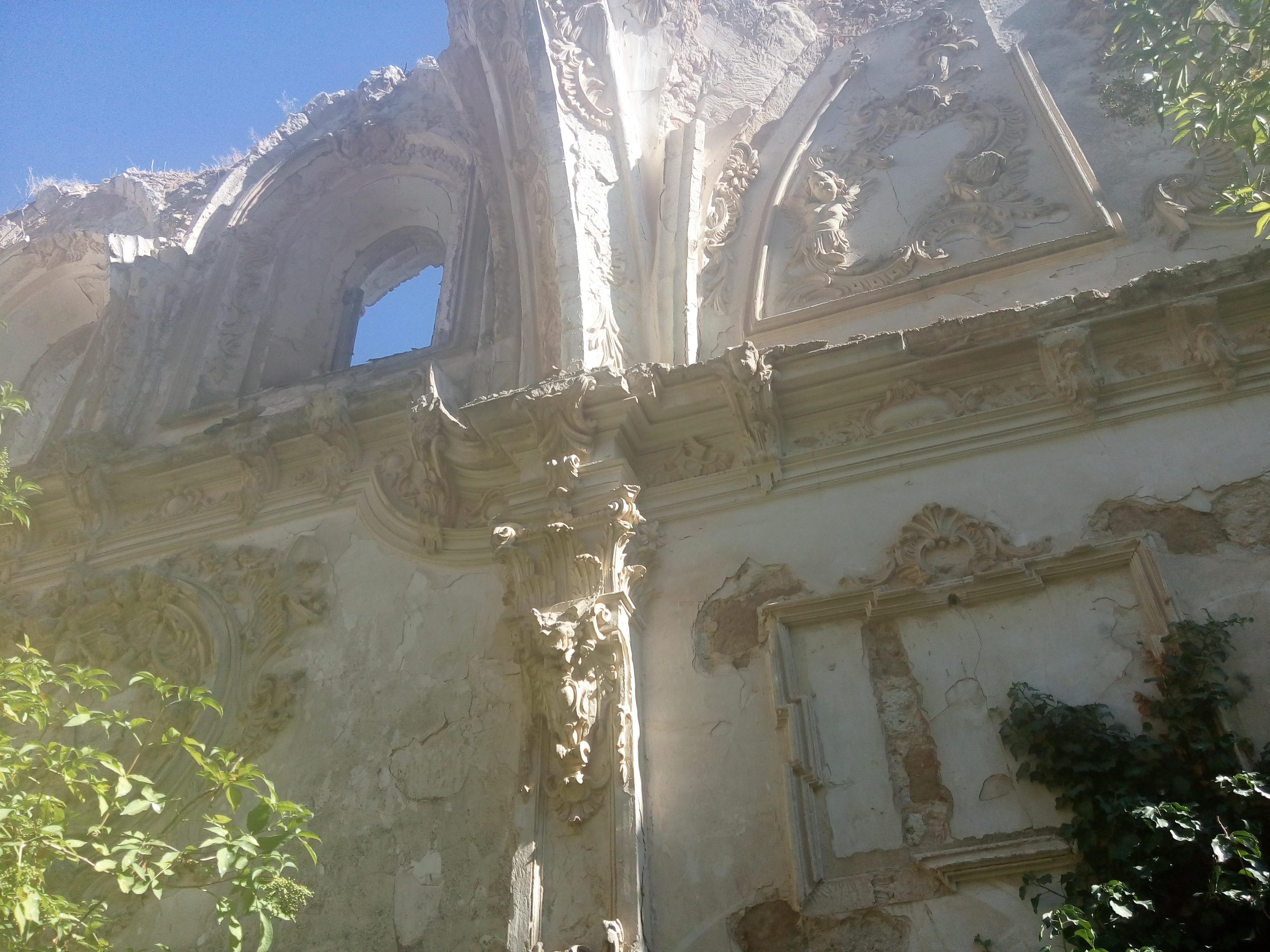
Cartuja Notre-Dame de Aniago.